# Hart, Bắc Dakota
Hart là một lãnh thổ chưa tổ chức thuộc quận Bowman, tiểu bang Bắc Dakota, Hoa Kỳ. Năm 2010, dân số của nơi này là 25 người.